# Trioceros camerunensis
Trioceros camerunensis es una especie de lagarto iguanio de la familia de los camaleones, endémica de Camerún.

## Distribución y hábitat
Es endémica de Camerún en África Occidental, y su hábitat natural se compone de selva tropical de tierras bajas y selva costera de tierras bajas. Su rango altitudinal oscila entre 0 y 700 m s. n. m.